# Fútbol Club Jumilla
El Fútbol Club Jumilla és un club de futbol de la localitat de Jumella a la Regió de Múrcia. Va ser fundat el 1980. Juga en la Segona Divisió B d'Espanya.

## Història[calcitació]
Des d'abans de la liquidació del club blanquiblau, preveient la situació que es va a aconseguir en breu i que no hi ha solució per a ella, des d'un grup d'aficionats el líder dels quals és l'expresident blanquiblau Gumersindo Jiménez Ripoll, es mouen els fils per no començar des de zero i aconseguir per a la ciutat la plaça d'un club inscrit en la Federació Murciana que no pugui fer front als seus deutes, però al seu torn, aquestes resultin còmodes de sufragar i no signifiquin un gran dispendio econòmic.
Assessorat per la Federació Murciana de la complicada situació financera en la qual es troben alguns clubs, analitzats alguns d'ells l'objectiu de Jiménez Ripoll se centra en el Moratalla Club de Futbol, una societat amb domicili social en la localitat de Moratalla que durant la temporada 10/11 ha competit en Tercera Divisió concloent en el quinzè lloc i amb un molt recent pas per Segona Divisió B, categoria en la qual ha sumat un important deute que veu difícil d'eliminar caminant necessitada de diners frescos. Jiménez Ripoll, coneixedor que sobre l'entitat de Moratalla existeixen diverses ofertes d'altres clubs murcians que anhelen la seva plaça, contacta immediatament amb la Federació Murciana i, després del pagament d'una quantitat econòmica no precisada, s'arriba a l'acord de llogar la plaça que aquest club té en Tercera Divisió al no poder fer el titular enfront dels costos rutinaris.
El 20 de juliol de 2011 queda constituït el Futbol Club Jumella -encara que temps després quedarà registrat com a Ciutat de Jumella C.F. en el Registre d'Entitats Esportives de Múrcia-, adoptant-se com a colors els del recentment dissolt Jumella C.F., blanquiblaus per a la camisa i blava per als pantalons, fent del Camp de la Foia el seu nou feu esportiu sota la presidència de Gumersindo Jiménez Ripoll, el seu principal capdavanter en aquesta nova etapa.
La crisi deslligada a Jumella, a part de suposar la desaparició del club més representatiu amb vuitanta-dos anys d'història a l'esquena, comporta el registre d'altres moviments futbolístics a nivell local efectuant-se en forma paral·lela la constitució d'una nova societat, el Jumella Club Esportiu, entitat que inicia després del seu naixement un conveni de filiació durant breu temps amb l'Escola Municipal de Futbol Base Jumella, organisme nascut en 1998.
Esportivament, la temporada inaugural 11/12 s'inicia amb el tècnic Santi Verdú en la banqueta, realitzant un discret torneig on s'acaba novè sota el nom oficial de Moratalla Aut. Jumella segons la Federació Murciana, atès que el lloguer de la plaça s'efectua fora del termini establert dins de la temporada natural i, a més, per qüestions legals d'adquisició de plaça, aquesta ha de mantenir-se indicant el nom de l'antic titular, encara que en tots els mitjà no oficials se li cita com a F.C. Jumella.
L'arribada de nous jugadors enforteix l'equip i en la campanya 12/13, amb Francisco José Onrubia en l'adreça, és quart en Lliga a catorze punts d'un intractable La Foia Lorca C.F. Aquest lloc li permet promocionar per tractar d'ascendir a Segona Divisió B, eliminant en Cambres a l'Andorra C.F.: 1-1 a casa i de nou empat 1-1 en la localitat turolense resolent-se tot des del llançament de penals amb 2-3 per als murcians; i caient en Semifinals davant el Cto.D. El Pal: 1-2 a casa i derrota per 5-1 a la capital malaguenya.
En l'edició 13/14 Emilio López Belmonte pren les regnes esportives però no s'aconsegueix l'objectiu de promocionar, aconseguint-se la sisena plaça en una temporada on s'estableix un conveni de filiació amb la I.M. Futbol Base Jumella. La no classificació entre els quatre primers llocs provoca canvis: Blas Ruipérez substitueix a Gumersindo Jiménez en la presidència, mentre que Aquilino Lencina es fa amb la parcel·la tècnica per a la sessió 14/15 aconseguint el primer lloc en el Grup XIII de Tercera Divisió murcià amb tres punts d'avantatge sobre el segon classificat, Real Murcia Imperial. En la Promoció d'Ascens s'enfronten en l'Eliminatòria de Campions al F.C Ascó, campió català, aconseguint l'ascens a Segona Divisió B després d'empatar 2-2 en la localitat tarragonina i imposar-se els blanquiblaus a casa per 3-2 amb gol de Paolo Etamané en el minut 92 de la trobada.
El mes de juliol de 2015 es fa càrrec del club l'empresa britànica Football & Manegement Ltd., dedicada a la compra de fitxes de jugadors majoritàriament llatinoamericans i europeus en progressió per posteriorment, si triomfen, revendre'ls.Però posteriorment aquests propietaris desaparacen i amb ells uns 50000 € que el club necessitaria per després pagar els salaris dels jugadors, arbitros i desplaçaments.El gener de 2016 arriba un nou grup inversor aquesta vegada italià amb Nobile Cappuani al capdavant de l'adreça de l'equip.Aquests inversors comencen amb bon peu, però la primera setmana de març destitueixen a Joaquin Jose Moreno "Josico" d'ocupació i sou per negar-se a entrenar a la 1 a. m. La directiva Italiana no realitza cap dels pagaments citats anteriorment i fins a aquesta data es converteix en el nou gestor del club Francisco Serrano, que mitjançant estatuts s'eligiria el nou president mitjançant elcciones al final de la campanya 2015/2016

## Uniforme
- Uniforme titular: Samarreta blanquiblava, pantalons blanquiblaus i mitjes blanquiblaves.
- Uniforme visitant: Samarreta negra amb decorats daurats, pantalons negres i mitjes negres.

## Estadi
L'Estadi Municipal de la Foia és el camp de futbol de la ciutat de Jumella.

### Cronologia dels entrenadors[calcitació]
| - Vici 2001-2003 - Lalo 2003-2004 - Vici 2004-2005 - David Zamora 2005-2006 - Pedro Luis 2005-2008 - Mariano Oyonarte 2008-2010 - Manolo Sánchez 2010 - Paco Sánchez 2010 - Santi Verdú 2010-2011 - Paco Onrubia 2011-2013 - Emilio López 2013 - Francisco Plego 2013-14 - Aquilino Lencina 2014-2015 - Jordi Fabregat 2015 - Josico Moreno 2015-2016 - Walter Chiaraluce 2016 - Pichi Lucas 2016- |

## Dades del club
- Temporades en Primera Divisió: 0
- Temporades en Segona Divisió: 0
- Temporades en Segona Divisió B: 2
- Temporades en Tercera Divisió: 33
- Millor lloc en la lliga: 1r. (Tercera Divisió temporada 2009-2010) (Tercera Divisió temporada 2014-2015)
- Pitjor lloc en la lliga: 20º (Segona Divisió B temporada 2010-2011)

## Palmarès
- Copes del Vi (4)
- Tercera Divisió d'Espanya (2): 2009/10, 2014/15.